# Colli Berici Merlot
Il Colli Berici Merlot è un vino DOC la cui produzione è consentita nella provincia di Vicenza.

## Caratteristiche organolettiche
- colore: rosso rubino.
- odore: vinoso, piacevolmente intenso.
- sapore: morbido, armonico, di corpo, pieno.

## Produzione
Provincia, stagione, volume in ettolitri
- Vicenza  (1990/91)  13269,59
- Vicenza  (1991/92)  13835,47
- Vicenza  (1992/93)  13634,76
- Vicenza  (1993/94)  12726,25
- Vicenza  (1994/95)  15293,52
- Vicenza  (1995/96)  11961,5
- Vicenza  (1996/97)  14863,68